# اقتصاد منغوليا
النشاط الاقتصادي في منغوليا تقليدياً يقوم على الزراعة وتربية المواشي. و لدى منغوليا أيضاً مخزون معادن كبير: النحاس، الفحم حجري، الموليبدنوم، القصدير، التنجستن، والذهب يحسب لجزء كبير من الإنتاج الصناعي. المساعدة السوفيتية في أوجها ثلث الناتج المحلي الإجمالي (GDP) قد اختفت بين عشية وضحاها في 1990-1991، في ذلك الوقت من انهيار الاتحاد السوفياتي. وغرقت منغوليا في كساد، الذي كان لفترة طويلة بواسطة الحزب الثوري الشعبي المنغولي (الحزب الثوري الشعبي المنغولي) عدم الرغبة في القيام بالإصلاح الاقتصادي.
انتعش النمو الاقتصادي في 1997-1999 بعد توقفه في عام 1996 بسبب سلسلة من الكوارث الطبيعية والزيادات في الأسعار العالمية. انهارت الإيرادات العامة والصادرات في عامي 1998 و 1999 بسبب تداعيات الأزمة المالية الآسيوية. عانى الاقتصاد في أغسطس وسبتمبر 1999 من حظر روسي مؤقت على صادرات النفط والمنتجات النفطية. انضمت منغوليا إلى منظمة التجارة العالمية (WTO) في عام 1997. تعهد مجتمع المانحين الدولي بتقديم أكثر من 300 مليون دولار سنويًا في الاجتماع التشاوري الأخير للمجموعة، الذي عقد في أولان باتور في يونيو 1999. نما الاقتصاد المنغولي بوتيرة سريعة بسبب زيادة التعدين وحققت منغوليا معدل نمو الناتج المحلي الإجمالي بنسبة 11.7٪ في عام 2013. ولكن نظرًا لأن معظم هذا النمو يعتمد على التصدير، فمنغوليا تعاني من التباطؤ العالمي في التعدين الناجم عن انخفاض النمو في الصين.

## التنمية الاقتصادية الحالية
انخفض نمو الناتج المحلي الإجمالي لمنغوليا من 3.2٪ في عام 1999 إلى 1.3٪ في عام 2000. ويمكن أن يُعزى الانخفاض إلى فقدان 2.4 مليون رأس من الماشية في عام 2000 بسبب سوء الأحوال الجوية والكوارث الطبيعية. شكلت الشركات الخاصة 70٪ من الناتج المحلي الإجمالي لمنغوليا و 80٪ من الصادرات في عام 2003.
في فترة ما بعد الاشتراكية في منغوليا كانت هناك قيود قليلة جدًا على الاستثمارات الأجنبية. ونتيجة لذلك زادت مساهمة صناعة التعدين في الاستثمار الأجنبي المباشر إلى ما يقرب من 25٪ في عام 1999 من صفر في عام 1990.
سبب اعتماد منغوليا على التجارة مع الصين تضرر الاقتصاد بشدة من الأزمة المالية العالمية. مع إعاقة نمو الاقتصاد بسبب الانخفاض الحاد في أسعار المعادن وخاصة النحاس (انخفض بنسبة 65٪ من يوليو 2008 إلى فبراير 2009). بمجرد أن بدأ الاقتصاد في الانتعاش سبب شتاء من 2009-2010 في هلاك العديد من الماشية، وبالتالي أثر بشدة على إنتاج الكشمير الذي يمثل 7٪ أخرى من عائدات التصدير في البلاد.
وفقًا لتقديرات البنك الدولي وصندوق النقد الدولي انخفض نمو الناتج المحلي الإجمالي الحقيقي من 8٪ إلى 2.7٪ في عام 2009، وانكمشت الصادرات بنسبة 26٪ من 2.5 مليار دولار إلى 1.9 مليار دولار بعد زيادة واعدة سابقة. ولكن بدأ السوق في التعافي مرة أخرى. حيث سُجل بلوغ الأصول الأجنبية مبلغ 1,569,449 مليون دولار أمريكي في فبراير 2010.
التعدين هو النشاط الصناعي الرئيسي في منغوليا، حيث يشكل 30٪ من جميع الصناعات المنغولية. والصناعة الأخرى المهمة هي الكشمير، حيث تعد منغوليا هي ثاني أكبر منتج للكشمير في العالم ومثلت شركة جوبي الكشمير 21٪ من إنتاج الكشمير العالمي في عام 2006. بلغ إجمالي الصادرات 7.6 مليار دولار أمريكي في عام 2019.
تتوقع المؤسسات الدولية أن نمو الاقتصاد بنسبة 6٪ على الأقل في عام 2023 بسبب توسع الصادرات. من المتوقع حدوث طفرة كبيرة في تصدير السلع بدءًا من عام 2023 مع ظهور شبكات جديدة لقطارات الفحم إلى الصين عبر الإنترنت وزيادة إنتاج النحاس.
حلّت منغوليا في المركز 68 في مؤشر الابتكار العالمي عام 2023، متراجعة من المركز 53 عام 2019، وتقدّمت مركزاً واحداً في مؤشر عام 2024 لتصبح في المركز 67.

## الإحصائيات
يوضح الجدول التالي أهم المؤشرات الاقتصادية للأعوام 1990-2017.
| السنة                                                                         | 1990       | 1995       | 2000       | 2005        | 2006        | 2007        | 2008        | 2009        | 2010        | 2011        | 2012        | 2013        | 2014        | 2015        | 2016        | 2017        |
| ----------------------------------------------------------------------------- | ---------- | ---------- | ---------- | ----------- | ----------- | ----------- | ----------- | ----------- | ----------- | ----------- | ----------- | ----------- | ----------- | ----------- | ----------- | ----------- |
| الناتج المحلي الإجمالي بالدولار الأمريكي (تعادل القوة الشرائية)               | 7.42 مليار | 7.25 مليار | 9.02 مليار | 13.97 مليار | 15.57 مليار | 17.39 مليار | 19.12 مليار | 18.86 مليار | 20.49 مليار | 24.53 مليار | 28.06 مليار | 31.83 مليار | 34.96 مليار | 36.18 مليار | 37.09 مليار | 39.70 مليار |
| نصيب الفرد من الناتج المحلي الإجمالي بالدولار الأمريكي (تعادل القوة الشرائية) | 3,581      | 3,245      | 3,774      | 5,482       | 6,039       | 6,649       | 7,187       | 6,961       | 7,437       | 8,802       | 9,880       | 11,043      | 11,948      | 12,183      | 12,307      | 12,979      |
| النمو                                                                         | −2.5%      | 6.4%       | 1.1%       | 6.5%        | 8.2%        | 8.8%        | 7.8%        | −2.1%       | 7.3%        | 17.3%       | 12,3%       | 11.6%       | 7.9%        | 2.4%        | 1.2%        | 5.1%        |
| التضخم                                                                        | ...        | 63.4%      | 11.6%      | 12.5%       | 4.5%        | 2.1%        | 2.8%        | 6.3%        | 12.2%       | 7.7%        | 15.9%       | 8.6%        | 12.9%       | 5.9%        | 0.6%        | 4.6%        |